# Nemotelus signatus
Nemotelus signatus är en tvåvingeart som beskrevs av Imre Frivaldszky 1855. Nemotelus signatus ingår i släktet Nemotelus och familjen vapenflugor. Inga underarter finns listade i Catalogue of Life.